# Nieuczciwa konkurencja
Nieuczciwa konkurencja – dział prawa prywatnego mający na celu ochronę interesów przedsiębiorców oraz, w mniejszym stopniu, konsumentów, przed działaniami sprzecznymi z prawem lub dobrymi obyczajami.
Czynami nieuczciwej konkurencji są np:
- wprowadzające w błąd oznaczenie przedsiębiorstwa,
- fałszywe lub oszukańcze oznaczenie pochodzenia geograficznego, bądź wprowadzające w błąd oznaczenie, towarów albo usług,
- naśladownictwo produktów, jeżeli może wprowadzić klientów w błąd co do tożsamości producenta lub produktu,
- naruszenie tajemnicy przedsiębiorstwa,
- nakłanianie do rozwiązania lub niewykonania umowy,
- pomawianie lub nieuczciwe zachwalanie,
- utrudnianie dostępu do rynku, na przykład poprzez stosowanie cen dumpingowych
- przekupstwo osoby pełniącej funkcję publiczną,
- nieuczciwa lub zakazana reklama,
- organizowanie systemu sprzedaży lawinowej oraz prowadzenie lub organizowanie działalności w systemie konsorcyjnym.

## Prawo zwalczania nieuczciwej konkurencji w Polsce
W Polsce aktem normatywnym regulującym kwestie zwalczania nieuczciwej konkurencji jest ustawa z 16 kwietnia 1993 roku o zwalczaniu nieuczciwej konkurencji. W okresie międzywojennym rolę tę spełniała ustawa o zwalczaniu nieuczciwej konkurencji z 2 sierpnia 1926 roku.